# Campionat d'Europa de fistbol
El Campionat d'Europa de Fistbol és organitzat periòdicament per la International Fistball Association (IFA) des de 1965, la competició masculina, i des de 1993, la femenina. La selecció masculina de Catalunya participà en l'edició de 2008 que es disputà entre el 25 i el 27 de juliol a Stuttgart (Alemanya), amb la participació de les seleccions de fistbol d'Alemanya, Àustria, Catalunya, Itàlia, República Txeca, Sèrbia i Suïssa, i en l'edició de 2010, que es disputà entre el 27 i el 29 d'agost del 2010 a Ermatingen (Suïssa), amb la participació de les seleccions de fistbol d'Alemanya, Àustria, Catalunya, Itàlia, República Txeca, Sèrbia i Suïssa.